# Kétbodony
Kétbodony är en ort i Ungern.   Den ligger i provinsen Nógrád, i den nordvästra delen av landet, 50 km norr om huvudstaden Budapest. Kétbodony ligger 176 meter över havet och antalet invånare är 477.
Terrängen runt Kétbodony är platt åt nordost, men åt sydväst är den kuperad. Kétbodony ligger nere i en dal. Runt Kétbodony är det ganska tätbefolkat, med 58 invånare per kvadratkilometer. Närmaste större samhälle är Balassagyarmat, 15,1 km norr om Kétbodony. Omgivningarna runt Kétbodony är en mosaik av jordbruksmark och naturlig växtlighet.